# Carroll County (Tennessee)
Das Carroll County ist ein County im US-amerikanischen Bundesstaat Tennessee. Das U.S. Census Bureau hat bei der Volkszählung 2020 eine Einwohnerzahl von 28.440 ermittelt. Der Verwaltungssitz (County Seat) ist Huntingdon, das nach Mimican Hunt, einem frühen Siedler, der das Land zur Stadtgründung bereitstellte, benannt wurde.

## Geografie
Das County liegt im mittleren Nordwesten, ist im Norden etwa 60 km von Kentucky entfernt und hat eine Fläche von 1554 Quadratkilometern, wovon 2 Quadratkilometer Wasserfläche sind. An das Carroll County grenzen folgende Nachbarcountys:
| Weakley County |                  | Henry County   |
| Gibson County  |                  | Benton County  |
| Madison County | Henderson County | Decatur County |

## Geschichte

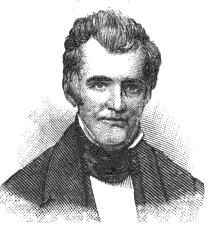
William Carroll

Das Carroll County wurde am 7. November 1821 aus Chickasaw-Land gebildet. Benannt wurde es nach William Carroll (1788–1844), einem General im Britisch-Amerikanischen Krieg und sechsmaligen Gouverneur von Tennessee.

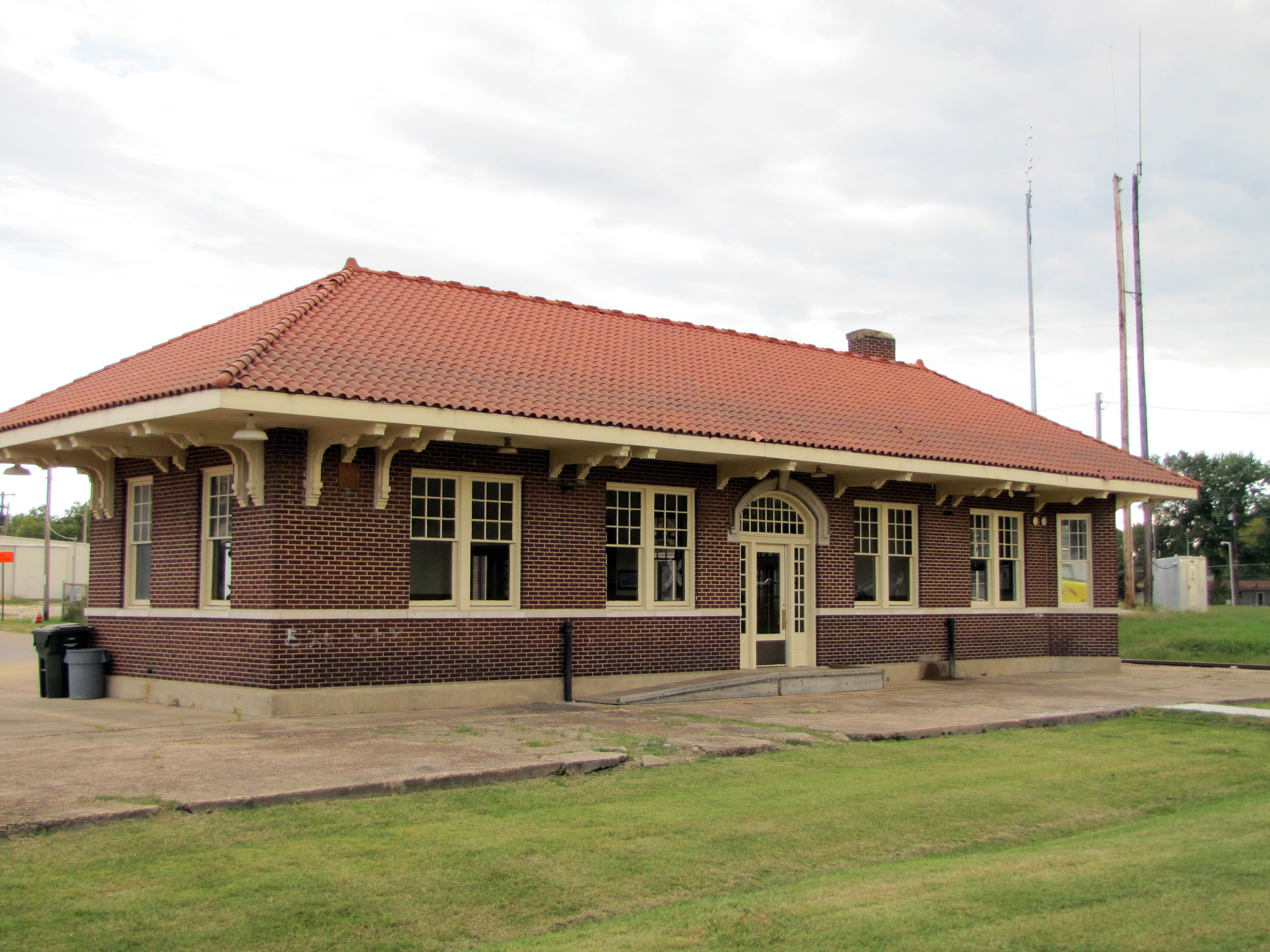
Das McKenzie Depot ist einer von sechs Einträgen des Countys im NRHP.

Sechs Bauwerke des Countys sind im National Register of Historic Places (NRHP) eingetragen (Stand 3. Mai 2020).

## Demografische Daten
Nach der Volkszählung im Jahr 2010 lebten im Carroll County 28.522 Menschen in 11.090 Haushalten. Die Bevölkerungsdichte betrug 18,4 Einwohner pro Quadratkilometer. In den 11.090 Haushalten lebten statistisch je 2,5 Personen.
Ethnisch betrachtet setzte sich die Bevölkerung zusammen aus 87,2 Prozent Weißen, 10,5 Prozent Afroamerikanern, 0,5 Prozent amerikanischen Ureinwohnern, 0,3 Prozent Asiaten sowie aus anderen ethnischen Gruppen; 1,5 Prozent stammten von zwei oder mehr Ethnien ab. Unabhängig von der ethnischen Zugehörigkeit waren 2,1 Prozent der Bevölkerung spanischer oder lateinamerikanischer Abstammung.
21,9 Prozent der Bevölkerung waren unter 18 Jahre alt, 59,3 Prozent waren zwischen 18 und 64 und 18,2 Prozent waren 65 Jahre oder älter. 51,8 Prozent der Bevölkerung war weiblich.

Das jährliche Durchschnittseinkommen eines Haushalts lag bei 36.160 USD. Das Pro-Kopf-Einkommen betrug 19.712 USD. 19,6 Prozent der Einwohner lebten unterhalb der Armutsgrenze.

## Ortschaften im Carroll County
City
- McKenzie1

Towns
| - Atwood - Bruceton - Clarksburg - Hollow Rock | - Huntingdon - McLemoresville - Trezevant |

Unincorporated Communities
| - Buena Vista - Cedar Grove - Lavinia | - Leach - Westport - Yuma |

1 – zu geringen Teilen auch im Henry und im Weakley County

## Gliederung
Das Carroll County ist in neun durchnummerierte Distrikte eingeteilt:
| Distrikt | Einwohner (2010) | FIPS     |
| -------- | ---------------- | -------- |
| 1        | 4009             | 47-90018 |
| 2        | 2738             | 47-90208 |
| 3        | 2528             | 47-90398 |
| 4        | 2813             | 47-90588 |
| 5        | 3827             | 47-90778 |
| 6        | 2712             | 47-90968 |
| 7        | 2631             | 47-91158 |
| 8        | 2636             | 47-91348 |
| 9        | 4628             | 47-91538 |